# Szarini csata (2015. március–április)
A szarini csata 2015 márciusában és áprilisában a szíriai polgárháború keretei között Aleppó kormányzóság északnyugati részén, Szarinban lezajlott katonai összecsapásra utal, melyet a kurd YPG és szövetségesei indítottak az ISIL ellen a város bekerítéséért és a környező területek visszafoglalásáért.

## Előzmények
2014. márciusban az ISIL körbevette Kobanî kantont, támadást indított a déli falvak ellen, és elfoglalta Szarin városát.
2014. július 2-án Kobanî városát és az azt körülvevő falvakat kezdték ostromolni az ISIL harcosai. A kanton többi részéből azonban sikeresen kiűzték az iszlamistákat.
2014. szeptember 13-án az ISIL egy erőteljes támadást indított, hogy megszerezze Kobanît és az azt körülölelő kantont. A támadásban legalább 4000 fegyveres vet részt. A harcok elején elfoglalták Robey és Tall Ghazal falvakat, valamint a közelben fekvő gabonasilót, és behatoltak a kanton keleti és nyugati szélein álló falvakba. A növekvő válságra válaszul az Amerika vezette koalíció szeptember 26-án légitámadásokat hajtott végre Kobanîban és környékén. Ezt öt napig folytatták, a következő támadásmentes nap október 2. volt. Október 3-án későn azonban folytatták a támadásokat.
2014. októberben Kobanî kanton túlnyomó többsége az ISIL kezén volt, Kobanî városát pedig ostrom alatt tartották. A régió kurd lakosságának körülbelül 90%-a Törökországba menekült. Október közepére legalább 9000 milicistát szállítottak a térségbe, hogy segítsék Kobanî elfoglalását. Ekkora már legalább 400.000 kurd menekült a szomszédba. Október végén Törökország megengedte, hogy a Peshmerga és a Szabad Szír Hadsereg erősítésként a területre küldött csapatai áthaladjanak az országon, ezzel is segítve az ISIL előretörésének megállítását. November közepére az YPG és több szövetséges csapat összefogásának sikerült a város egyes részeit visszafoglalni.
2015. január 19-én az YPG elfoglalta a Kobanîtól délkeletre fekvő, stratégiai fontosságú Mistanour-hegyet, és ennek köszönhetően a kurdok meg tudták fordítani a csata menetét. A következő hten az YPG fokozatosan elfoglalta a város egyes területeit, míg január 27-re a teljes városból sikerült kiűzni az ISIL seregeit. Három nappal később az iszlamisták elismerték a városban szenvedett vereségüket, de későbbi visszatéréssel fenyegetőztek. Január végén z ISIL kivonta csapatait a területről, „más, stratégiailag fontosabb” területek védelme érdekében.
Kobanî város visszafoglalása után az FSA és az YPG közösen támadásokat indítottak, hogy visszafoglalják Kobanî kanton nagyobb részét. Ennek következtében az ISIL erősítést küldött a régióba. Így akarták megakadályozni, hogy a csapatok elérjék az északra Aleppó kormányzóságban lévő IISIL-területeket, és az ISIL de facto fővárosát, Rakkát.
2015. február 10-én az YPG az addig elért sikereire alapozva északnyugatról támadást indított Szarin ellen. A majdnem kéthetes állóháború után még februárban sikerült elérnie a kurdoknak a város nyugati peremkerületeit. Február 27-én azonban az ISIL ellentámadásba lendült, és egészen az M5-ös autópálya túloldaláig, Qara Qozakig visszaszerezte a területeket. Ennek ellenére a kurdok a kanton más részein fokozatosan nyomultak előre, március 15-én elfoglalták Qara Qozakot, és ezzel a szeptember óta elvesztett területek túlnyomó részét visszaszerezték. Már csak Jill környékén három falu és Kobanî kanton keleti részében, valamint Rakka kormányzóság területén néhány tucat falu maradt az ISIL kezén.

## A támadás

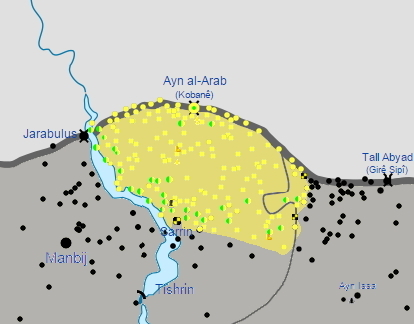
Az állás április 29–én, Kobanî ISIL-ostromának a befejezése után. A 2014. óta megszerzett területeket visszafoglalták az ISIL-től, és a kurdok Szarin megszerzéséért küzdöttek.

### Kezdeti előretörés és az ISIL ellentámadása
Március 17. és 19. között a kurdok elfoglaltak egy Szarinra, az ISIL utolsó, még Kobanî kanton déli részén meglévő erősségére néző hegyet. Az iszlamisták erősítést küldtek a területre, ide összpontosították a csapataikat, nehogy a kurdok és a vele szövetséges erők elérhessék a várost. Ezalatt az Amerika vezette koalíció számos légitámadást hajtott végre a térségben. A március 18-i légitámadásokban az ISIL legalább 27 harcosát ölték meg.
Március 20-án az YPG, a vele szövetséges Euphrates Volcano a koalíciós légitámadásokkal segítve támadást indított Szarin ellen. Ezzel kezdetét vette egy március 27-ig tartó rajtaütéses támadássorozat.
Március 21-én az YPG és az FSA teljesen körbe kerítette a szarini gabonasilót. A koalíciós támadásokban és a szárazföldi összecsapásban az ISIL 71, az FSA pedig 1 emberét vesztette el. Március 22-én éjszaka az ISIL a Thishrin-gáton keresztül erősítést küldtek a területre, melyet a koalíciós légi erők azért nem támadtak, mert a gát megrongálódása veszélyeztette volna a gát által védelmezett élőket.
Március 25-én az ISIL hajókon megtámadta Qara Qozak falut, de a kurdok ellenállása és a légitámadások miatt az ISIL-nek vissza kellett vonulnia a folyó túlpartjára. Az összecsapásokban az ISIL 71, a kurdok 4 emberét ölték meg. Két nappal később Sebtiben és Khaniban 3 ISIL-katona halt meg a harcokban.
Március 28-án az ISIL ellentámadást indított, és áttörte a kurdoknak az M4-es autópályánál emelt védvonalát. A csapat elérte a gabonasilónál és a Kobanî kanton délnyugati határán álló Lafarge Cementgyárnál állomásozó társaikat. Itt már legalább 2 hete körbezárták az iszlamista erőket. Másnap a kurdok elkezdték lőni az ISIL szarini állásait.
Áprilisban továbbra is próbálta az ISIL Szarin külvárosaiból északra és északnyugatra, Qara Qozak felé kiszorítani a kurdokat. Még mindig a kurdok ellenőrizték a terület nagyobbik részét. Az ISIL előrenyomulása azonban elvágta az M4-en az összeköttetést Dar Al-Kharab és Mitras között, és lehetőséget adott az iszlamistáknak, hogy megerősítsék állásaikat a szarini gabonasiló környékén. Április 9-én Mitras és a gabonasiló környékén, valamint keleten Nur Ali és Hamdoun közelében az ISIL áttörte az M4-es autópályán emelt védvonalat.

### Sarrin bekerítése
Április közepén a kurdok a koalíció légitámogatásával ismét támadást indítottak, aminek a hatására ismét sikeresen elérték Szarint. Április 13-án a kurdok nagyobb erőket küldtek a térségbe, hogy visszaszerezzék a szarini gabonasilót és visszaszerezzék Manifa Avi falut.
Április 19-én az YPG elfoglalta Ras al Aynt, és így át tudták vágni az Iszlám Állam Szarinba tartó keleti utánpótlási útvonalát, így nyugatról és keltről is elvágták a várost a külvilágtól. Az összecsapásokban az ISIL legalább 10 emberét vesztette el. Az YPG vezette csapatok elkezdték a Szarinba utánpótlást biztosító utolsó útvonal támadását is. Április 21-én a kurdok visszaszerezték az M4-es autópályáig a korábban elvesztett területeket, elfoglalták a szarini gabonasilót, Septét és a többi környező falut. Így már délről is meg tudták támadni Szarint. A várostól keletre állomásozó csapatok 1 km-re megközelítették Szarint annak ellenére, hogy a jelentések szerint az ISIL sűrűn aláaknázta az ida vezető utakat. Másnapi jelentések szerint a gabonasilót még mindig mintegy 50 ISIL-katona őrizte, de akkor egy majdnem totális támadást szenvedtek el.

### Behatolás Szarinba és az offenzíva megakadása
Április 25-én a kurd harcosok és szövetségeseik három oldalról körbevették a várost, és a keleti, déli és nyugati külvárosokban megkezdték a behatolást, miután áttörték az ISIL védelmi vonalát. Az YPG állításai szerint az ISIL haderőit visszaszorították a város belsőbb részeibe. Az egyik forrás szerint az FSA és az YPG hadserege behatolt a város északi részébe. Április 27-én a Szarinban lévő ISIL-erők további erősítést kaptak délről, és emiatt megakadt az YPG előretörése. Eközben az április 22-én indult ISIL-támadást Mitrastól északra visszaverték.

## Következmények
Április 29-én kora reggel, mivel a terület már biztonságban volt, a Kobanîban állomásozó utolsó 124 Peshmerga-harcos is elhagyta a várost, és visszatért Iraki Kurdisztánba.
Május 9-én helyi források arról számoltak be, hogy Abu Omar al-Shishani, az ISIL parancsnoka személyesen vezette az ISIL szárazföldi hadseregeit Szarinban. Május 11-re, miután több kitörési kísérlettel is megpróbálkoztak a szarini gabonasilónál, illetve Khirbat al-Burjnál, az YPG által körbevett ISIL-bázisokon lényegesen megcsappant a katonák száma.
Május közepére vált világossá, hogy a szarini gabonasiló, illetve Khirbat al-Burj megtámadása az YPG részéről nem volt teljesen biztonságos, mert az ISIL utánpótlásokat tudott küldeni Szarinból erre a két helyszínre.
Május 25-én az ISIL támadást indított Szarintól északra, és áttörte a kurd védvonalakat, elfoglalta Mitras és Jabiriyah falvakat, és megakadályozták a szarini gabonasiló és Khirbat al-Burj ostromát. Az ISIL harcosai Szarin nyugati külvárosaiban sikeresen csökkentették az YPG jelenlétét. Május 31-re a csaták átterjedtek az ISIL által újonnan elfoglalt területekre is, mert az YPG ellentámadásba lendült át ezeken a helyeken.
Június 5-én az YPG vezette seregek visszafoglalták a Mitrastól keletre fekvő Jabiriyah falut, míg Szarin és a szarini gabonasiló között továbbra is folytak a harcok. Az ISIL visszaszerezte a város nyugati szélét, míg az YPG haladt tovább a keleti területek megszerzéséért.
A jelentések szerint június 18-án az YPG és FSA közös seregei újabb támadást indítottak Szarin ellen. A város visszafoglalása június végén, a Kobanî mészárlás után még inkább sürgetőbbé vált. Július 1-jén az YPG vezette seregek ismét ostrom alá vették a szarini gabonasilót és Khirbat al-Burjt, július 4-én pedig teljesen bekerítették magát Szarint is.

## Külső hivatkozások
- Az Operation Inherent Resolve tudósításai a légitámadásokról
- Az ISIL szíriai frontvonala térképen